# Milada Marešová
Milada Marešová (16. listopadu 1901 Praha – 19. února 1987 Praha) byla česká malířka a ilustrátorka. Věnovala se malbě, kresbě a ilustrátorské tvorbě. Byla inspirována expresionismem německého ražení (die Neue Sachlichkeit, česky Nová věcnost), který byl českými umělci doby meziválečné vesměs odmítán. Dále pak malíři Picassem, Boschem a Henrim Rousseauem. Tématem obrazů jí bylo město a lidé, a to zejména ženy v různých situacích a s rozličným sociálním postavením. Dalším výrazným tématem jejích děl jsou sociální problémy.

## Život
Milada Marešová se narodila do rodiny univerzitního profesora Františka Mareše, fyziologa a filozofa. Studovala nejprve na Uměleckoprůmyslové škole (UMPRUM) pod vedením Emílie Krostové a Arnošta Hofbauera  , pak u Vojtěcha Hynaise na Akademii výtvarných umění (od roku 1919). V rámci studií se dostala do Berlína a Paříže, kde v roce 1923 navštěvovala přednášky českého výtvarníka Františka Kupky. První samostatnou výstavu měla v Topičově salonu v Praze v roce 1925. Do uměleckého světa ale výrazně vstoupila až výstavou v Aventinské mansardě (1930). V letech 1925 až 1939 ilustrovala mnoho knih, bibliofilií a časopisů (Lidové noviny, Prager Presse, České slovo, Pestrý týden, Ženský svět).
Malířka vytvořila počátkem 20. let rozsáhlý soubor ručně malovaných diapozitivů pohádkových příběhů pro tzv. „domácí biograf“. 
Až do roku 1926 spolupracovala na tvorbě časopisu Kohoutek, který vydávala nově založená Komunistická strana Československa. Následně se však raději věnovala ilustracím pohádek a vyhýbala se politicky orientovaným periodikám. 
Vývoj Marešové ve 30. letech 20. století se ubíral především třemi směry: zájem o ženu, zájem o exotiku a zájem o ilustraci. V polovině 30. let se začala zabývat také prací pro divadlo a připravila několik výprav pro Divadlo na Vinohradech, Komorní divadlo, Pražské dětské divadlo Míly Mellanové a Lidové divadlo. 
Po vzniku Protektorátu Čechy a Morava začala spolupracovat na vydávání ilegálního časopisu V boj. Kreslila titulní strany a kolportovala časopis. Časopis měl podporu vojenského vedení Obrany národa a vycházel v nákladu až 5.000 výtisků týdně.  Za spolupráci s tímto časopisem Vojtěcha Preissiga, který od roku 1939 vedla jeho dcera "Inka" (Irena Bernášková-Preissigová), krycím jménem "Vlasta Nováková",  byla v roce 1940 zatčena i Milada Marešová. Obžalována byla 21. října 1941, vězněna byla na Pankráci, v Lipsku a v Bautzenu. Dne 5. března 1942 byla v Berlíně odsouzena "za přípravu velezrady" k 12 letům vězení a deseti letům ztráty cti. Irena Bernášková byla odsouzena za "přípravu velezrady v souvislosti se zrádcovským napomáháním nepříteli"  k trestu smrti. . Marešová byla uvězněna v ženské káznici ve Waldheimu, kde zůstala až do osvobození 7. května 1945.
Po skončení 2. světové války pracovala především v oboru dětské ilustrace. Spolupracovala se Státním nakladatelstvím dětské knihy, Orbisem, Státním nakladatelstvím krásné literatury a Státním pedagogickým nakladatelstvím. Malovat znovu začala na počátku 60. let po návratu z cesty do Číny. Poslední obrazy nakreslila v roce 1983, ke konci života jí bránila v práci Alzheimerova nemoc.
Po válce také vstoupila do KSČ, v roce 1969 z ní však vystoupila na protest proti vstupu vojsk Varšavské smlouvy do ČSSR. 

## Citát
Je to tak překvapující, dojemné a krásné až k nevíře, že tato tichounká, mlčenlivá a skromná bytost a něžnýma očima a s tichými ústy, stále připravenými k úsměvu, vzala na sebe statečně a bez váhání riziko odboje a vzpoury. K nevíře, že tytéž oči se dívaly stejně tiše a dětsky do tváří soudců, nepříčetných vztekem, a že tyto úsměvné, měkké rty na otázku: "Proč jste to dělala?" formulovaly lakonickou odpověď: "Z nenávisti k Němcům".
Jarmila Glazarová

## Výstavy
- Topičův salon, Praha, 1925
- Aventinská mansarda, Praha, 1930
- Východoslovenské múzeum, Košice 1931
- Hradec Králové, 1932
- Krásná jizba, Praha, 1945 – kresby z káznice
- Dům umění, Brno, 1985–1986
- Milada Marešová – Zapomenutá malířka českého modernismu, Moravská galerie v Brně, 2008

## Spisy
- MAREŠOVÁ, Milada. Waldheimská idyla. Příprava vydání Martina Pachmanová. 2. rozšířené, upravené. vyd. Praha: Academia, 2009. 205 s. ISBN 978-80-200-1785-7. (Původně vyšlo v roce 1947 v Praze v Dělnickém nakladatelství.)